# Miklós Fodor
Miklós Fodor (3 september 1908 – 30 april 1997) was een Hongaars handballer.
Op de Olympische Spelen van 1936 in Berlijn eindigde hij op de vierde plaats met Hongarije. Fodor speelde vier wedstrijden.
Antal Benda · Sándor Cséfai · Ferenc Cziráki · Miklós Fodor · Lőrinc Galgóczi · János Koppány · Lajos Kutasi · Tibor Máté · Imre Páli · Ferenc Rákosi · Endre Salgó · István Serényi · Sándor Szomori · Gyula Takács · Antal Újváry · Ferenc Velkey